# Карлов, Владимир Алексеевич (невролог)
Владимир Алексеевич Карлов (5 января 1926, Орёл, СССР — 26 апреля 2025) — советский и российский невролог, эпилептолог, член-корреспондент РАМН (1997), член-корреспондент РАН (2014).

## Биография
Родился 5 января 1926 года в Орле в семье врачей.
В 1952 году — с отличием окончил 1-й Московский медицинский институт, затем несколько лет работал в Малоархангельске Орловской области невропатологом.
С 1957 по 1960 годы — проходил аспирантуру в Институте педиатрии Минздрава СССР, после чего в течение ряда лет заведовал отделением в Центральной республиканской больнице в Раменске Московской области.
С 1963 года — работал в Московском государственном медико-стоматологическом институте (сейчас — Российский университет медицины), где прошёл путь от ассистента до заведующего кафедрой неврологии и нейрохирургии лечебного факультета (1971—1999), а в дальнейшем работал профессором этой кафедры.
В 1969 году — защитил докторскую диссертацию, тема: «Эпилептический статус».
В 1997 году — избран членом-корреспондентом РАМН.
В 2014 году — стал членом-корреспондентом РАН (в рамках присоединения РАМН и РАСХН к РАН).
Скончался 26 апреля 2025 года в возрасте 99 лет.

## Научная деятельность
Ведет исследования проблем эпилепсии, цереброваскулярных заболеваний, болезней периферической нервной системы (неврология лица), вопросы терапии неврологических заболеваний, организации помощи соответствующим группам больных и др.
Организовал в Москве госпитализацию больных с эпилептическим статусом, в частности в Институт скорой помощи имени Склифосовского, где для этой цели была создана специальная реанимационная служба и апробировались новые методы лечения резистентного эпилептического статуса; с аналогичными целями нейрореанимационое отделение было создано и в Московской городской больнице № 6. Результаты исследований по проблеме эпилепсии были обобщены в 9 монографиях.
Автор свыше 700 научных работ, в том числе 16 монографий и руководств для врачей, среди них «Терапия нервных болезней» (1987, 1996), «Лечение нервных болезней» (1990, 1996), «Неврология» (1999, 2005, 2011), «Невралгия тройничного нерва» (1980), «Неврология лица» (1991), «Эпилепсия у детей и взрослых женщин и мужчин» (2010).
Под его руководством было выполнено 13 докторских и 36 кандидатских диссертаций.
Член редакционных советов «Журнала неврологии и психиатрии имени С. С. Корсакова» и «Российского неврологического журнала».

## Награды
- Заслуженный деятель науки Российской Федерации[3]
- Заслуженный врач Российской Федерации[3]